# Ducato di Brunswick-Lüneburg
Il Brunswick-Lüneburg fu, nella tarda Età moderna, uno Stato del Sacro Romano Impero. Come il nome ricorda, le principali città dello Stato furono Brunswick (Braunschweig) e Luneburgo. Il primo re d'Inghilterra della casa di Hannover, Giorgio I d'Inghilterra era duca di Brunswick-Lüneburg ed elettore del Sacro Romano Impero quando il Parlamento inglese approvò l'Act of Settlement, il quale pose sua madre in linea di successione dopo Anna d'Inghilterra. Suo figlio Giorgio II d'Inghilterra e il suo pronipote Giorgio III d'Inghilterra conservarono la sovranità su Brunswick e Luneburgo fin quando Napoleone non abolì il Sacro Romano Impero nel 1806. Dopo la caduta di Napoleone, Giorgio III riottenne le proprie terre come re di Hannover.
In onore di quest'ultimo, una provincia canadese venne chiamata Nuovo Brunswick.

## Ducato di Brunswick-Lüneburg

Estensione dei territori del ducato di Brunswick-Lüneburg nel 1235 (in arancione)

Il ducato trasse origine dal ducato sassone di Enrico il Leone: quando alla fine del XIII secolo Enrico venne deposto dal proprio titolo di duca di Sassonia dall'imperatore del Sacro Romano Impero, mantenne diversi territori della Bassa Sassonia, che vennero ereditati dai suoi figli.
Tra questi vi era la contea di Brunswick, che nel 1235 venne elevata a ducato dall'imperatore Federico II di Svevia. Il primo duca di Brunswick-Lüneburg fu Ottone il Bambino, figlio di Guglielmo di Winchester. Successivamente, nel 1267, il ducato venne diviso in due ducati più piccoli, di Lüneburg e di Wolfenbüttel, entrambi governati da due linee dalla casata dei Welfen, che mantennero tra loro strette relazioni. I centri di potere si erano spostati nel frattempo da Brunswick e Lüneburg a Celle a Wolfenbüttel.
Con il tempo l'area del Brunswick-Lüneburg subì una forte frammentazione in una moltitudine di entità più piccole. La complessa divisione ereditaria delle terre tra le varie linee dinastiche e la guerra rovinosa che si trascinò fino al 1373 fu una delle cause che spinse l'imperatore Carlo IV a regolamentare il diritto di primogenitura e di voto al Reichstag.
Dopo varie divisioni e riunioni la linea di Lüneburg nel 1527 si divise ulteriormente in tre rami ducali:
- Brunswick-Lüneburg
- Celle-Hartburg, estintasi nel 1642
- Celle

Nel 1569 la linea di Wolfenbüttel, costituitasi nel 1559, cambiò nome in Brunswick-Lüneburg-Danneberg e Wolfenbüttel. Augusto il Giovane divise ulteriormente il suo Stato tra i figli nel 1666:
- Brunswick-Wolfenbüttel, al primogenito Rodolfo Augusto: questa linea si estinse nel 1753 e le terre furono riassorbita da quella di Bevern.
- Brunswick-Bevern, al figlio minore Ferdinando Alberto: dal 1753 riassorbì anche le terre di Wolfenbüttel, prendendo il nome di ducato di Brunswick.

Le terre della linea ducale cadetta di Calenberg furono il nucleo a cui si aggiunsero i ducati di Grübenhagen (1617), Celle (1642) e altre terre che andarono a costituire il nuovo ducato di Brunswick-Lüneburg e Hannover, divenendo nel 1708 l'ottavo elettorato dell'impero.
Alcune linee sovrane erano rappresentate alla Dieta del Sacro Romano Impero (Reichstag):
- Calenberg
- Grübenhagen
- Lüneburg-Celle
- Wolfenbüttel

Nel 1705, solo due rami dei duchi di Brunswick-Lüneburg erano sopravvissuti: uno reggente i ducati di Calenberg, Celle, e altri possessi, e l'altro regnante a Wolfenbüttel e a Bevern. Nel 1701, il duca Giorgio di Brunswick-Lüneburg si trovò erede alla linea di successione della corona inglese, creando così un'unione personale dei territori di Hannover e Gran Bretagna (20 ottobre 1714).
Con la soppressione del Sacro Romano Impero nel 1806, Calenberg-Celle e i suoi possessi vennero presi in considerazione dal Congresso di Vienna alla fine delle guerre napoleoniche e diedero vita allo regno di Hannover; il Wolfenbüttel continuò a esistere sotto il nome di ducato di Brunswick.

## Dal Luneburgo all'Hannover
Una delle linee dinastiche, quella dei Lüneburg-Celle, che nel 1635 acquisì Calenberg da un ramo minore della famiglia, prese residenza nella città di Hannover. I loro discendenti ereditarono Celle nel 1648 e li si stabilirono dividendosi Calenberg; un ramo imparentato con la famiglia risiedeva e governava separatamente a Wolfenbüttel. I territori di Calenberg e Celle vennero elevati al rango di elettorati del Sacro Romano Impero nel 1692 in attesa dell'imminente eredità di Celle dai duchi di Calenberg, anche se l'unione territoriale dei domini non avvenne sino al 1705, e l'elettorato non venne ufficializzato sino alla Dieta imperiale del 1708.
Lo Stato che ne risultò venne conosciuto con diversi nomi (Brunswick-Lüneburg, Calenberg, Calenberg-Celle e Hannover), ma venne ufficialmente inscritto come elettorato di Hannover. Nel 1806 Napoleone I abolì l'elettorato, anche se l'elettore di Hannover, il capo della corona inglese Giorgio III vi mantenne incarichi diplomatici e di amministrazione durante la guerra. Durante il Congresso di Vienna, che seguì alla disfatta napoleonica, il Regno di Hannover iniziò a chiedere che Giorgio III d'Inghilterra divenisse anche il primo re di Hannover, mantenendo tra i due stati l'unione personale che esisteva dal 1714. I suoi discendenti mantennero la corona dell'Hannover sin quando essa non venne annessa dalla Prussia durante la guerra austro-prussiana del 1866, divenendo parte della provincia di Hannover. Attualmente la regione è parte dello Stato federale della Bassa Sassonia (Niedersachsen), in Germania.

## Le terre dell'elettorato di Hannover

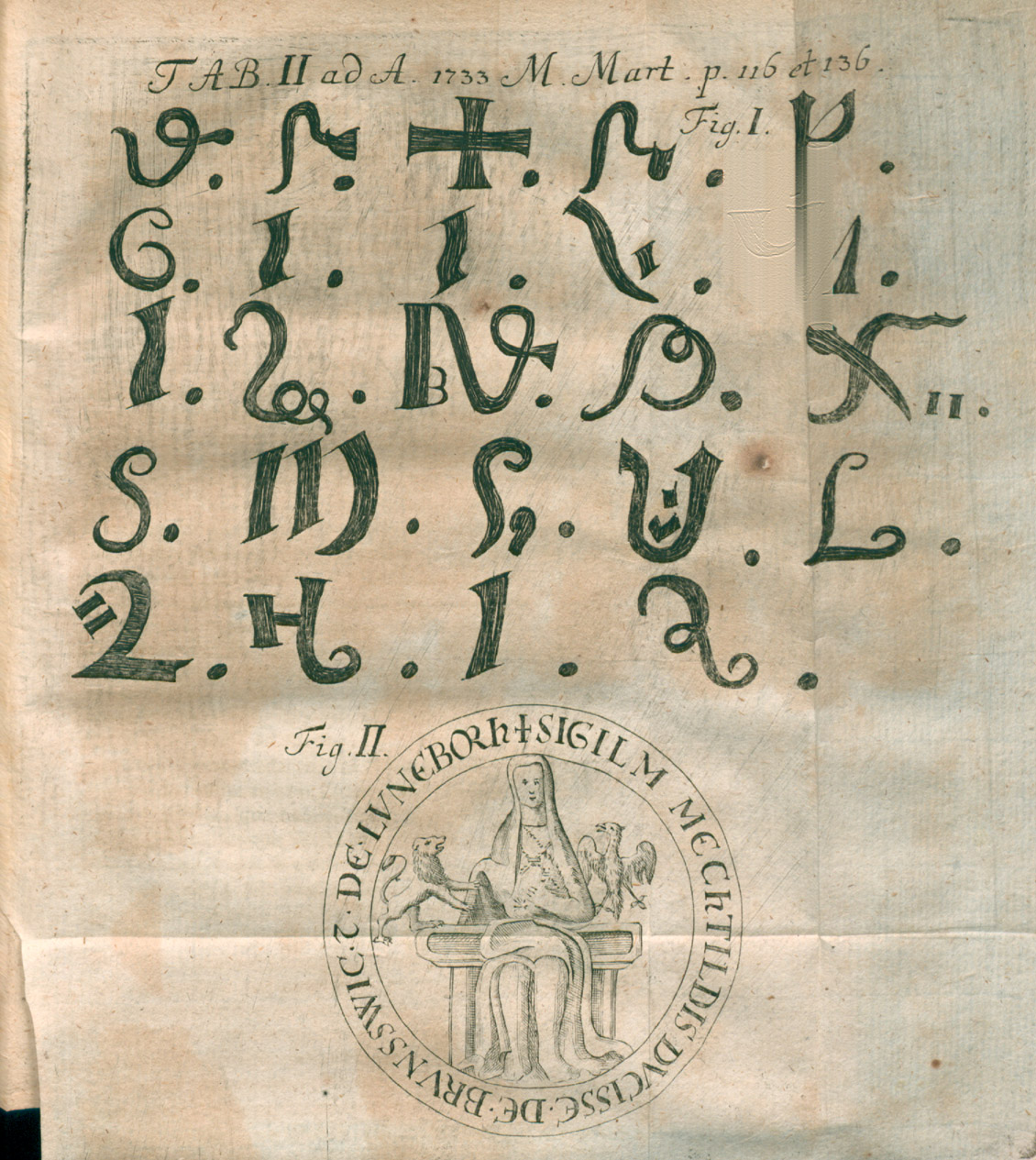
In basso nella tavola degli Acta Eruditorum del 1733 un sigillo dei duchi di Brunswick e Lüneburg

Con l'elevazione a elettorato il ducato di Brunswick-Luneburg-Hannover era costituito da:
- ducato di Calenberg
- ducato di Luneburgo
- ducato di Celle
- ducato di Grübenhagen (Einbeck)
- ducato di Sassonia-Lauenburg (1689)
- ducato di Gottinga
- ducato di Brema (dal 1720)
- principato di Verden (1720)
- principato di Culemburg nei Paesi Bassi
- principato di Walkenried (abbazia secolarizzata)
- le contee di Diepholz, Hoya, Oberwald, Luenrode, Ostenrode, Spiegelberg, Hohenstein (Ilfeld)
- le signorie di Nideck, Hadeln e Ottendorf (1731)
- il protettorato sulla città imperiale di Brema fino al 1744
- la contea in ipoteca di Bentheim-Bentheim dal 1753

## Brunswick-Wolfenbüttel
La linea di Wolfenbüttel mantenne la propria indipendenza suddividendosi nel 1559 nelle due linee di Wolfenbüttel e di Bevern (riunificate dal 1753), tranne nel periodo compreso tra il 1807 e il 1813, quando entrambi i ducati e l'Hannover vennero riuniti nello Stato napoleonico del regno di Vestfalia. Il Congresso di Vienna del 1815 lo rese un ducato indipendente con il nome di ducato di Brunswick.
- Il ducato si Wolfenbüttel comprendeva la città di Braunschweig, riconquistata nel 1671 e divenuta capitale nel 1753, il principato di Blankenburg, con Walkenried, le signorie di Lebestedt, Oelsburg, Thedinghausen, Calvörde, Helmstedt e alcune miniere in comune con la città imperiale di Goslar. La linea ducale si estinse nel 1753.
- I ducato di Bevern si estendeva su Bevern, il principato di Blankenburg (in comune con l'altra linea), la contea di Hohenstein e le signorie della Harzburg, Boedenburg, e Holzminden. Nel 1780 il duca inviò un contingente di oltre 4 000 soldati mercenari a combattere nelle colonie americane a fianco degli Inglesi. Dal 1753 si riunificò in un unico ducato, ereditando titoli e terre della linea primogenita.

Durante la prima metà del XIX secolo, il regno di Hannover fu governato in unione personale dalla corona britannica sotto il controllo di Giorgio III d'Inghilterra, l'ultimo principe-elettore di Hannover, sino alla morte di Guglielmo nel 1837.
A quel punto, la corona di Hannover passò al fratello minore di Guglielmo, Ernesto, duca di Cumberland e Teviotdale dal momento che nello Stato tedesco vigeva ancora la legge salica, secondo la quale erano ammessi al trono solo i membri maschi della famiglia, mentre la sua prima cugina, Vittoria d'Inghilterra, ereditò il trono inglese. Successivamente, nel 1866 il regno con il figlio di Ernesto, Giorgio III di Hannover, nel corso della Guerra austro-prussiana venne annesso dalla Prussia.
Il ducato di Brunswick, invece, rimase indipendente e aderì dapprima alla Confederazione Tedesca del Nord e nel 1871 all'Impero tedesco. Attualmente entrambe le aree fanno parte dello Stato federale della Bassa Sassonia, in Germania.

## Duchi di Brunswick e Lüneburg (1235-1611)
- 1235 - 1252: Ottone I
- 1252 - 1267: Alberto I e Giovanni
- 1267 – prima divisione territoriale del Brunswick-Lüneburg
- 1267 - 1279: Alberto I
- 1279 - 1291: Enrico I, Guglielmo I e Alberto II
- 1291 - 1292: Guglielmo I
- 1292 - 1318: Alberto II
- 1318 - 1344: Ottone II
- 1345 - 1369: Magnus I
- 1369 - 1373: Magnus II
- 1373 - 1400: Federico I
- 1400 - 1409: Bernardo I ed Enrico II
- 1409 - 1428: Bernardo I
- 1428 - 1446: Ottone III
- 1446 - 1457: Federico II
- 1457 - 1464: Bernardo II
- 1464 - 1471: Ottone IV
- 1471 - 1521: Enrico III
- 1521 - 1546: Ernesto I
- 1546 - 1592: Guglielmo II
- 1592 - 1611: Ernesto II

## Duchi di Calenberg e Gottinga (fino al 1613)
- Enrico I 1514-1524
- Enrico II: 1524-1545
- Enrico III: 1545-1568
- Giulio: 1568-1589
- Enrico Giulio: 1589-1613

## Duchi di Brunswick e Principi di Lüneburg
- Federico: 1636-1648
- Cristiano Luigi: 1648-1665
- Giorgio Guglielmo: 1665-1705

## Duchi di Brunswick e Principi di Calenberg
- Giorgio I: 1635-1641
- Cristiano Luigi: 1641-1648
- Giorgio II Guglielmo: 1648-1665
- Giovanni Federico: 1665-1679
- Ernesto Augusto: 1679-1698

## Principi Elettori di Hannover

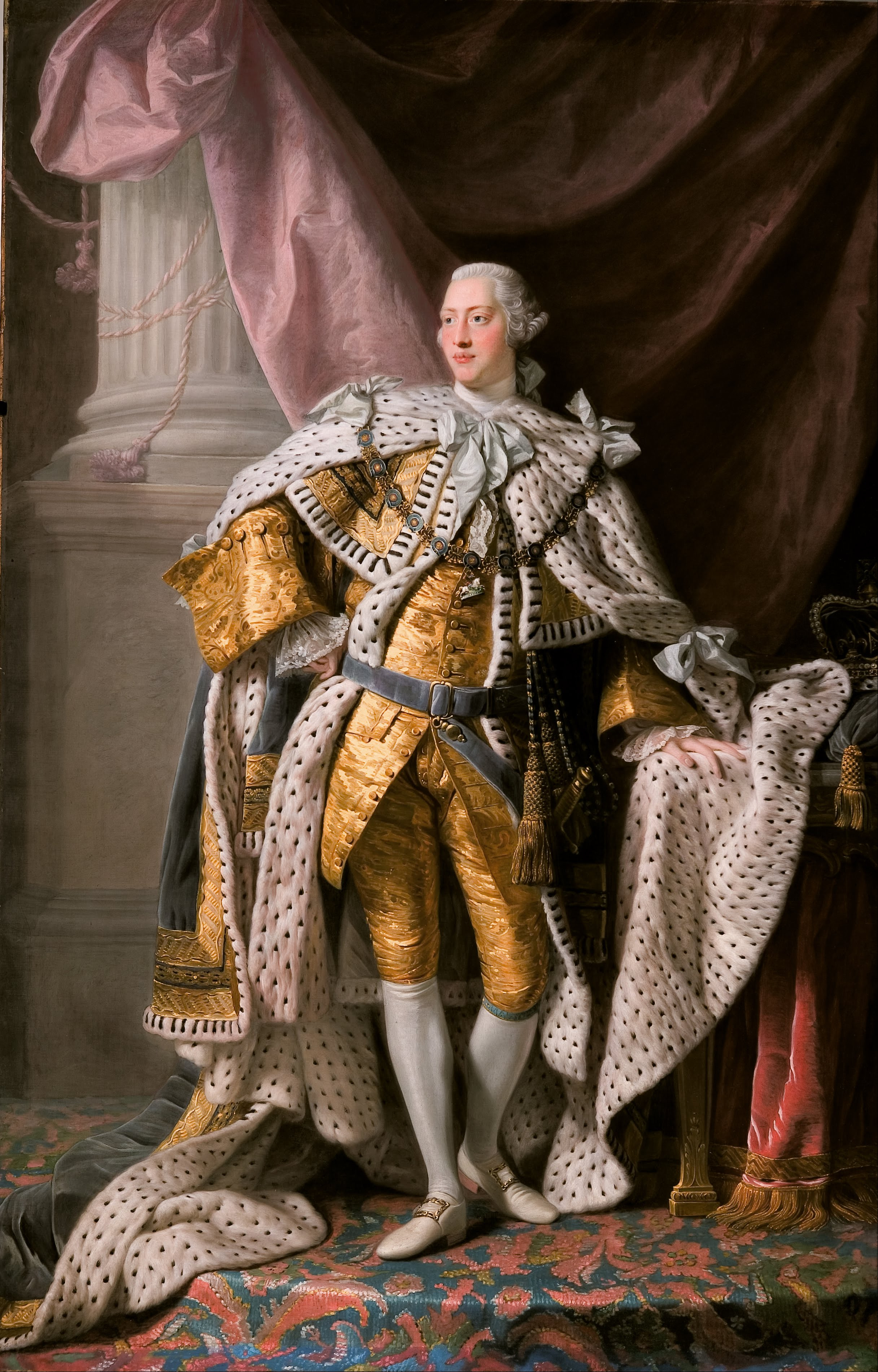
L'elettore di Hannover Giorgio III Guglielmo

- Giorgio I Ludovico: 1698-1727
- Giorgio II Augusto: 1727-1760
- Giorgio III Guglielmo: 1760-1815

## Re di Hannover
- Giorgio I Guglielmo: 1815-1820
- Giorgio II Augusto: 1820-1830
- Guglielmo: 1830-1837
- Ernesto Augusto: 1837-1851
- Giorgio III: 1851-1866

## Duchi di Brunswick, Lüneburg e Grübenhagen
- Filippo il Giovane: 1588-1589
- Enrico Giulio: 1589-1613
- Federico Ulrico: 1613-1634

## Duchi di Brunswick e Wolfenbüttel

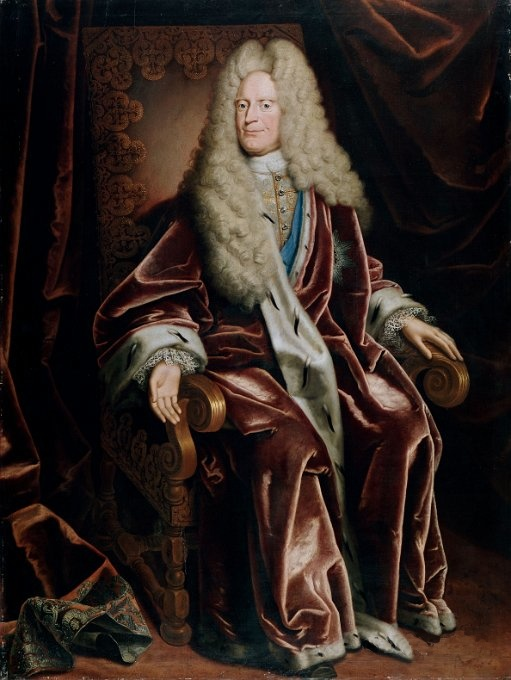
Il duca Antonio Ulrico (1685-1714) in un ritratto di Christoph Bernhard Franke

- Enrico I e Eric I (co-reggenti): 1491-1494
- Enrico I: 1494-1514
- Enrico II: 1514-1568
- Giulio: 1568-1589
- Enrico Giulio: 1589-1613
- Federico Ulrico: 1613-1634
- Augusto: 1634-1666
- Rodolfo Augusto 1666-1704
- Antonio Ulrico 1685-1714
- Augusto Guglielmo 1714-1731
- Luigi Rodolfo 1731-1735

## Duchi di Brunswick-Bevern, di Brunswick e Wolfenbüttel dal 1734

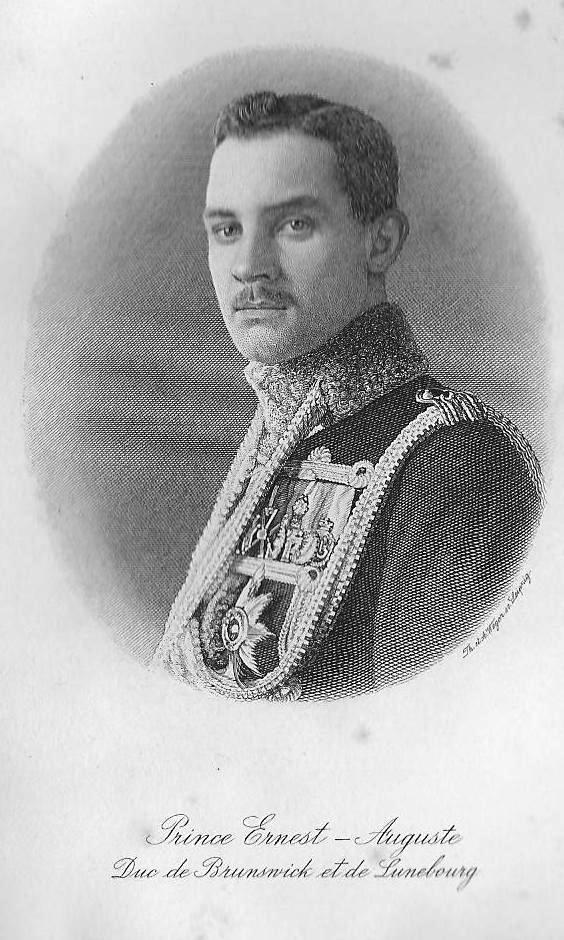
Ernesto Augusto di Brunswick-Hannover, ultimo duca di Brunswick-Lüneburg

- Ferdinando Alberto I, Duca di Bevern 1666-1687
- Ferdinando Alberto II, Duca di Bevern 1687-1735, Duca di Wolfenbüttel 1734-1735
- Carlo I Federico, 1735-1780
- Carlo II Guglielmo Ferdinando, 1780-1806
- Federico Guglielmo, 1806-1815
- Carlo III Federico Augusto, 1815-1831
- Guglielmo, 1831-1884
- Alberto di Prussia, Reggente del Ducato, 1884-1906
- Giovanni Alberto di Meclemburgo-Schwerin, Reggente del Ducato, 1906-1913
- Ernesto Augusto di Hannover 1913-1918